# Двинский 91-й пехотный полк
91-й пехотный Двинский полк — пехотная воинская часть Русской императорской армии.

## Формирование и кампании полка
Полк имеет старшинство с 29 августа 1805 г. — времени сформирования 21-го егерского полка (из половины 2-го егерского полка).
21-й егерский полк участвовал в кампании 1806—1807 гг.: под Лопачином и Голымином (13 и 14 декабря 1806 г.), где он, при отступлении армии, задерживал натиск неприятеля и ушёл с поля сражения последним, затем в сражении при Прейсиш-Эйлау, в делах авангарда Багратиона у Монсвальде, Петерсвальде, Лаунау, в сражении под Данцигом, Гейльсбергом и Кенигсбергом, и понёс тяжёлые потери в бою 29 мая 1807 г. у Гейльсберга, когда в строю осталась лишь треть полка. Едва урон был пополнен, как под Кенигсбергом полк опять понёс значительные потери.
В Отечественную войну 1812 г. полк участвовал в арьергардных делах у Вильны и Верок, в стычке у Будиловской пристани, в бою у Островны, затем в сражении под Смоленском, в делах под Лубином, у Гжатска, Гриднева, Колоцкого монастыря и под Бородиным. По оставлении Москвы полк выделил часть личного состава на пополнение 20-го егерского полка, а остальной кадр был отправлен в Нижегородскую губернию для укомплектования рекрутами и к действующей армии присоединился только в мае 1813 г. Запасной батальон полка находился в это время в Бауске, около Митавы, в составе дивизии генерал-майора Вельяминова, и участвовал во многих делах.
В Заграничной кампании 1813 г. 21-й егерский полк принял участие в боях у Петерсвальде и Пирне, в сражении под Дрезденом, в арьергардных делах у Альтенбурга, Эйхенвальде и Цинвальде и в битве под Лейпцигом, где потерял убитым командира полка, полковника Степанова; к концу этого четырёхдневного сражения в полку осталось всего 100 человек. Запасной батальон полка в это время находился при блокаде и взятии крепости Данцига. В кампании 1814 г. полк участвовал в блокаде крепости Ландау, в сражении при Бар-сюр-Об, где понёс потери более всех полков 2-го корпуса, в состав которого входил, затем — в занятии Трау, в рекогносцировке к Ножану, в сражении при Арси-сюр-Об, причём первым ворвался в город, при Фер-Шампенуазе и в занятии 18 марта Парижа.
20 августа 1814 г. полк прибыл в Ковно, а в марте 1815 г., в виду возвращения Наполеона с Эльбы, снова был двинут за границу через Плоцк и Калиш, но в боевых делах принять участия не успел.
В 1815 г. 21-й егерский полк был переименован в 3-й егерский.
Во время польского восстания 1830—1831 гг. полк принял участие в боях: у м. Яновек и Дембе-Вельке, в этом последнем бою полк потерял своего командира, полковника Долговского, смертельно раненого пулей. Затем полк участвовал в сражениях под Вавром, Гроховом, в стычках под Прагой, Ново-Минском, Седлецом, Рационжем и в штурме Варшавы 25 и 26 августа 1831 г., в колонне генерала Штрандмана. Весь этот поход ему пришлось совершить при особо тяжёлых условиях, в виду появления холеры и изнурительных нервных лихорадок. По окончании войны полк простоял в Царстве Польском до марта 1832 г.
Резервный батальон полка, находившийся с 1821 г. в составе военных поселений Новгородской губернии, с началом восстания в Литве, вместе с другими резервными батальонами 1-го пехотного корпуса, был двинут в Ригу, а оттуда форсированным маршем направлен к Янишкам для уничтожения мелких мятежнических банд, действовавших около города Шавель. Отряд, в состав которого вошёл этот батальон, по занятии Шавеля 26 июня, был окружён отрядами Дембинского, Гелгуда, Хлопицского и Шиманского, но, несмотря на превосходство в силах противника, после десятичасового боя принудил его отступить.
28 января 1833 г., по упразднении егерских полков, 3-й егерский полк был включён в состав Ревельского пехотного полка, названного Ревельским егерским полком.
В 1856 г. из Ревельского полка с наименованием «резервным» был выделен 4-й батальон, получивший знамя и образ 3-го егерского полка.
6 апреля 1863 г. из этого батальона и бессрочно-отпускных 5-го и 6-го батальонов Ревельского пехотного полка был сформирован Ревельский резервный пехотный полк, 13 апреля того же года развёрнутый в три батальона и названный Двинским пехотным полком; 25 марта 1864 г. этот полк получил № 91. В 1879 г. Двинский полк был приведён в четырёхбатальонный состав, по четыре роты в батальоне.
Вплоть до Первой мировой войны Двинский полк в кампаниях участия не принимал.

## Знаки отличия полка
- Полковое Георгиевское знамя с надписью «1805—1905» с Александровской юбилейной лентой; пожаловано 29 августа 1905 г.
- Надписи на шапках «За Варшаву 25 и 26 августа 1831 года», пожалованные 6 декабря 1831 г. 3-му егерскому полку и впоследствии заменённые на нагрудные знаки.

## Командиры полка
- 21.04.1863 — 21.09.1863 — подполковник (с 29.08.1863 полковник) Клечковский, Дионисий Раймундович
- 21.09.1863 — 02.02.1867 — полковник Мясковский, Август Иванович
- 02.02.1867 — 12.02.1867[1] — полковник Небольсин, Сергей Платонович
- 12.02.1867 — 16.04.1872 — флигель-адъютант полковник Донауров, Алексей Петрович
- 23.04.1872 — 07.10.1884 — полковник (с 15.05.1883 генерал-майор) Медем, Карл Карлович
- 27.10.1884 — 24.12.1886[2] — полковник Павловский, Николай Семёнович
- 11.01.1887 — 05.05.1890 — флигель-адъютант полковник Фуллон, Иван Александрович
- 22.05.1890 — 24.10.1899 — полковник Вестман, Илья Владимирович
- 31.10.1899 — 05.12.1900 — полковник Фриш, Матвей Николаевич
- 06.12.1900 — 03.03.1904 — полковник Комаров, Николай Александрович
- 07.03.1904 — 24.11.1908 — полковник Вальберг, Иван Иванович
- 28.11.1908 — 27.01.1912 — полковник Риман, Николай Карлович
- 27.01.1912 — 30.09.1914 — полковник Левстрем, Эрнест Лаврентьевич
- 30.09.1914 — 11.01.1916 — полковник Пушкин, Григорий Александрович
  - хх.11.1915 — хх.01.1916 — временный командующий подполковник Дзерожинский, Антон Фёдорович
- 11.01.1916 — 17.04.1917 — полковник Гандзюк, Яков Григорьевич
- 22.04.1917 — хх.хх.хххх — полковник Ляшко, Иван Никифорович

## Известные люди, служившие в полку
- Ежевский, Казимир-Станислав Антонович — генерал-майор, участник Белого движения
- Крузе, Аполлон Яковлевич — генерал-лейтенант, единственный военачальник, получивший чин генерала, сначала в Русской армии адмирала Колчака А. В., а затем РККА и не подвергавшийся репрессиям, более того в 1939 году принятый в ВКП(б).
- Репьев, Михаил Иванович — генерал-лейтенант, участник Белого движения
- Унгерн-Штернберг, Роман Фёдорович фон — генерал-лейтенант, участник Белого движения